# Нора Купер
Нора Купер (англ. Norah K. Cooper) — австралійська зоолог.

## Біографія
Нора Купер на момент опису таксона була куратором ссавців у Музеї Західної Австралії. Вона досить багато писала про гризунів..

## Вшанування
Melomys cooperae живе тільки на острові Ямдена, який входить до складу Індонезії.